# 森下宏美
森下 宏美（もりした ひろみ、男性、1955年 - ）は、日本の経済学者。特に人口論やマルサスを研究。専門は、経済学史。北海道小樽市出身。第11代北海学園大学学長。

## 経歴
福島大学経済学部卒業。1983年同大学院経済研究科修士課程修了（指導教授:吉原泰助）。1986年北海道大学大学院経済学研究科単位取得満期退学。1986年北海道大学経済学部助手。1989年釧路短期大学生活科学科経済学部専任講師。1995年北海学園大学経済学部助教授。1998年同経済学部教授、大学院経済学研究科修士課程兼担。2003年博士後期課程兼担。2006年教務センター長、2012年同経済学部長（‐2015年）。2016年同大学院経済学研究科長（‐2019年）、2023年北海学園大学学長・学校法人北海学園理事に就任。

## 主要著書
- 『マルサス人口論と近代の日本像』徳川直人ほか共著　東京書籍　1996年
- 『資本論体系　恐慌・産業循環　下』富塚良三・吉原泰助共著　有斐閣　1998年
- 『マルサス人口論争と改革の時代』日本経済新聞社　2001年
- 『マルサス　ミル　マーシャル』柳田芳伸ほか共著　昭和堂　2013年
- 『マルサス人口論事典』マルサス学会編　昭和堂　2016年
- 『知的源泉としてのマルサス人口論』柳田芳伸ほか共著　昭和堂　2019年